# ベトナム戦争を扱った映画
ベトナム戦争を扱った映画の一覧（ベトナムせんそうをあつかったえいがのいちらん）。
当事国の一方であるアメリカ合衆国（以下、アメリカ）で数多く制作されたが、ベトナム戦争そのものが冷戦下での西側陣営の盟主であるアメリカの覇権主義・干渉主義が引き起こしたともいえる戦争であるため、当時のアメリカ政府の意向に沿った形で国威発揚の目的で撮影されたプロパガンダ映画である『グリーン・ベレー』など一部を除いて、戦争に批判的、厭戦的、あるいは反戦を目的とした内容のものが多い。
娯楽映画に設定だけを取り入れた作品やベトナム戦争を取り巻く世相を反映した作品もあり、このジャンルの厳密な線引きは難しい。アメリカ映画以外の映画には、製作国を記載。

## 1960年代
- 裏切り部隊 (1964年)
- 肉弾08作戦 (1964年)
- 虐殺部隊 (1965年)
- 動乱のベトナム (1965年) （日本）※ドキュメンタリー映画
- ベトナム最前線 (1965年) （南ベトナム）
- ベトナムから遠く離れて (1967年) （フランス）※ドキュメンタリー映画
- グリーン・ベレー (1968年)
- これがベトナム戦争だ! (1968年) （日本）※ドキュメンタリー映画
- 燃える戦線 (1968年)※ドキュメンタリー映画
- ベトナム (1969年) （日本）※ドキュメンタリー映画

## 1970年代
- 雨の日にふたたび (1972年)
- ソルジャー・ボーイ (1972年)
- ハーツ・アンド・マインズ ベトナム戦争の真実 (1974年)※ドキュメンタリー映画
- ハノイの少女 (1974年) （北ベトナム）
- ナンバーテンブルース さらばサイゴン (1974年製作、2014年公開) （日本）
- 実録・ベトナム戦争残虐史 (1975年) （日本）※ドキュメンタリー映画
- ゼブラ軍団(1976年)
- 幸福の旅路 (1977年)
- トンニャット・ベトナム (1977年) （日本）※ドキュメンタリー映画
- ローリング・サンダー (1977年)
- 帰郷 (1978年)
- 戦場 (1978年)
- ディア・ハンター (1978年)
- ドッグ・ソルジャー (1978年)
- おかあさんはおるす (1979年) （ベトナム）
- 男たちの戦場 勝利なきベトナム戦線 (1979年)（オーストラリア）
- 地獄の黙示録 (1979年)
- ヘアー (1979年)

## 1980年代
- 無人の野 (1980年) （ベトナム）
- 戦場の小さな恋人たち (1981年)
- ランボー (1982年)
- 地獄の7人 (1983年)
- ストリーマーズ 若き兵士たちの物語 (1983年)
- トワイライトゾーン/超次元の体験～第一話 TIME OUT(1983年)
- 地獄のヒーロー (1984年)
- 死神ランボー 皆殺しの戦場 (1984年)
- 十月になれば (1984年) （ベトナム）
- バーディ (1984年)
- パープル・ハーツ 愛の勲章 (1984年)
- 殺戮戦場 (1985年) （香港・タイ）
- チャック・ノリスの 地獄のヒーロー2 (1985年)
- 北爆 ホーチミン・ルート ベトナム黙示録(1985年) （ソ連）
- ペンギンズ・メモリー 幸福物語 (1985年) （日本）
- ガバリン(1986年)
- ストライク・コマンドー (1986年) （イタリア）
- バトル・ヒーロー 秘宝強奪作戦 (1986年) （香港・タイ）
- プラトーン (1986年)
- 水の季節 (1986年) （ベトナム）
- イースタン・コンドル (1987年) （香港）
- 河の女 (1987年) （ベトナム）
- グッドモーニング, ベトナム (1987年)
- サイゴン (1987年)
- 地獄からの復讐 コマンドー・ウルフ (1987年)
- ディア・アメリカ 戦場からの手紙 (1987年)※ドキュメンタリー映画
- 友よ、風に抱かれて (1987年)
- NAM 地獄の突破口 (1987年)
- ハノイ・ヒルトン  (1987年)
- ハンバーガー・ヒル (1987年)
- ファントム・ソルジャー (1987年) （イタリア）
- フルメタル・ジャケット (1987年)
- 野獣部隊ゼブラ'87 (1987年)
- アイアン・トライアングル (1988年)
- 84★チャーリー・モピック ベトナムの照準 (1988年)
- スクワッド 栄光の鉄人軍団 (1988年)（米国・オーストラリア・フィリピン合作）
- バイ・バイ・ベトナム (1988年) （イタリア）
- バット★21 (1988年)
- ブラドック/地獄のヒーロー3 (1988年)
- カジュアリティーズ (1989年)
- 7月4日に生まれて (1989年)
- ブルース・ウィリス/イン・カントリー (1989年)
- アゲイン/明日への誓い (1989年) （香港）

## 1990年代
- イントルーダー 怒りの翼 (1990年)
- エア★アメリカ (1990年)
- ジェイコブス・ラダー (1990年)
- ダーティ・コマンドー 地獄の要塞 (1990年)
- ホワイト・バッジ3 戦狼たちの墓標 (1990年) （韓国）
- ワイルド・ブリット (1990年) （香港）
- 黒いサボテン (1991年) （ベトナム）
- フォー・ザ・ボーイズ (1991年)
- ホワイト・バッジ2 戦場の青き狼たち (1991年) （韓国）
- ホワイト・バッジ (1992年) （韓国）
- 天と地 (1993年)
- フォレスト・ガンプ/一期一会 (1994年)
- ベトナムのダーちゃん (1994年) （日本）
- ナイフ (1995年) （ベトナム）
- サイゴンからの旅人（別邦題：遥かな旅） (1996年) （ベトナム）
- SAWADA 青森からベトナムへ ピュリッツァー賞カメラマン沢田教一の生と死 (1996年) （日本）※ドキュメンタリー映画
- ロイテ 誓い (1996年) （ベトナム）
- ザ・ウォール (1998年)
- 地雷を踏んだらサヨウナラ (1999年) （日本）
- 砂のような人生 (1999年) （ベトナム）

## 2000年代
- 朝よ 来ないで (2000年) （ベトナム）
- タイガーランド (2000年)
- コウノトリの歌 (2001年) （ベトナム、シンガポール合作）
- フィアーズ・オブ・ウォー (2001年)
- ワンス・アンド・フォーエバー (2002年)
- フォッグ・オブ・ウォー マクナマラ元米国防長官の告白 (2003年)※ドキュメンタリー映画
- ラブストーリー (2003年) （韓国）
- ベトナム激戦史1967 攻防ケサン基地 (2005年) （ベトナム）
- アメリカン・ソルジャーズ2 (2006年)
- PEACE BED アメリカVSジョン・レノン (2006年)※ドキュメンタリー映画
- 戦場からの脱出 (2007年)
- 花はどこへいった (2007年) （日本）※ドキュメンタリー映画
- あなたは遠いところに (2008年) （韓国）
- きのう、平和の夢を見た（別邦題：焼いてはいけない） (2009年) （ベトナム）

## 2010年代
- アメリカン・ソルジャーズ 真実の戦場 (2010年)
- T-フォース ベトコン地下要塞制圧部隊 (2010年)
- 国際市場で逢いましょう (2014年) （韓国）
- ソルジャーズ・オブ・フューリー (2014年) （ロシア）
- ペンタゴン・ペーパーズ/最高機密文書（2017年）
- デンジャー・クロース 極限着弾 (2019年) （オーストラリア）
- ラスト・フル・メジャー 知られざる英雄の真実 (2019年)

## 2020年代
- ザ・ファイブ・ブラッズ (2020年)